# Runar Myrnes Balto
Runar Sammol Myrnes Balto, född 12 juli 1987, är en norsk samisk politiker som representerar 
Norske Samers Riksforbund i  Sametinget. Han är medlem av Sametingsrådet sedan år 2017.
Balto har studerat samhällsvetenskaplig
utvecklingsteori
på Universitetet i Oslo. Han har varit ledare för Studentenes og Akademikernes Internasjonale Hjelpefond och ordförande för den samiska kulturfestivalen Márkomeannu 2010–2013. År 2018 valdes han till ordförande för Norske Samers Riksforbund, en post han innehade till år 2021.
Vid valet år 2017 blev han tillsammans med Mikkel Eskil Mikkelsen och Anne Henriette Reinås Nilut en av de tre första öppet homosexuella ledamöterna i Sametinget.